# Orientierungslauf-Weltmeisterschaften 2005
Die 22. Orientierungslauf-Weltmeisterschaften wurden vom 9. bis 15. August 2005 in der japanischen Präfektur Aichi rund um die Stadt Toyota ausgetragen.

## Männer

### Sprint
| Platz | Land | Athlet                | Zeit        |
| ----- | ---- | --------------------- | ----------- |
| 1     | SWE  | Emil Wingstedt        | 14:31,0 min |
| 2     | SUI  | Daniel Hubmann        | 14:41,5 min |
| 3     | FIN  | Jani Lakanen          | 14:45,7 min |
| 4     | NOR  | Øystein Kvaal Østerbø | 14:47,1 min |
| 5     | RUS  | Andrei Chramow        | 14:49,2 min |
| 6     | LAT  | Martins Sirmais       | 15:01,0 min |

Sprint: 10. August

Titelverteidiger:  Niclas Jonasson

Ort: Showa no Mori

Länge: 2,4 km

Steigung: 160 m

Posten: 14

### Mitteldistanz
| Platz | Land | Athlet              | Zeit        |
| ----- | ---- | ------------------- | ----------- |
| 1     | FRA  | Thierry Gueorgiou   | 33:00,3 min |
| 2     | DEN  | Chris Terkelsen     | 34:32,0 min |
| 3     | FIN  | Jarkko Huovila      | 34:49,3 min |
| 4     | SWE  | David Andersson     | 34:54,3 min |
| 5     | NOR  | Øystein Kristiansen | 35:31,2 min |
| 6     | NOR  | Jørgen Rostrup      | 35:38,9 min |

Mitteldistanz: 7. August (Qualifikation), 11. August (Finale)

Titelverteidiger:  Thierry Gueorgiou

Ort: Mikawa Kogen Bokujo

Länge: 4,7 km

Steigung: 300 m

Posten: 13

### Langdistanz
| Platz | Land | Athlet               | Zeit      |
| ----- | ---- | -------------------- | --------- |
| 1     | RUS  | Andrei Chramow       | 1:37:22 h |
| 2     | SUI  | Marc Lauenstein      | 1:39:30 h |
| 3     | NOR  | Holger Hott Johansen | 1:42:09 h |
| 4     | SUI  | David Schneider      | 1:42:42 h |
| 5     | FIN  | Mats Haldin          | 1:43:09 h |
| 6     | ITA  | Michele Tavernaro    | 1:43:20 h |

Langdistanz: 8. August (Qualifikation), 12. August (Finale)

Titelverteidiger:  Bjørnar Valstad

Ort: Tomoeyama

Länge: 12,9 km

Steigung: 925 m

Posten: 29

### Staffel
| Platz | Land | Athleten                                                | Zeit      |
| ----- | ---- | ------------------------------------------------------- | --------- |
| 1     | NOR  | Holger Hott Johansen Øystein Kristiansen Jørgen Rostrup | 2:16:48 h |
| 2     | FRA  | François Gonon Damien Renard Thierry Gueorgiou          | 2:17:16 h |
| 3     | SUI  | Matthias Merz Marc Lauenstein Daniel Hubmann            | 2:17:48 h |
| 4     | SWE  | Niclas Jonasson Mats Troeng Emil Wingstedt              | 2:17:57 h |
| 5     | FIN  | Jarkko Huovila Mats Haldin Petteri Muukkonen            | 2:21:50 h |
| 6     | LTU  | Svajūnas Ambrazas Marius Mazulis Simonas Krepsta        | 2:23:02 h |

Staffel: 14. August

Titelverteidiger:  Bjørnar Valstad, Øystein Kristiansen, Jørgen Rostrup

Ort: Tsukude Kogen

Länge: 6,5–6,6 km

Steigung: 435–470 m

Posten: 17–19

## Frauen

### Sprint
| Platz | Land | Athletin               | Zeit        |
| ----- | ---- | ---------------------- | ----------- |
| 1     | SUI  | Simone Niggli-Luder    | 14:02,7 min |
| 2     | NOR  | Anne Margrethe Hausken | 14:34,4 min |
| 3     | GBR  | Heather Monro          | 15:01,7 min |
| 4     | SWE  | Emma Engstrand         | 15:03,1 min |
| 5     | SUI  | Vroni König-Salmi      | 15:09,5 min |
| 6     | CZE  | Dana Brožková          | 15:28,3 min |

Sprint: 10. August

Titelverteidigerin:  Simone Niggli-Luder

Ort: Showa no Mori

Länge: 2,1 km

Steigung: 130 m

Posten: 12

### Mitteldistanz
| Platz | Land | Athletin            | Zeit        |
| ----- | ---- | ------------------- | ----------- |
| 1     | SUI  | Simone Niggli-Luder | 32:46,3 min |
| 2     | SWE  | Jenny Johansson     | 34:59,7 min |
| 3     | FIN  | Minna Kauppi        | 35:50,0 min |
| 4     | SWE  | Anna Mårsell        | 35:58,3 min |
| 5     | FIN  | Anni-Maija Fincke   | 37:03,5 min |
| 6     | RUS  | Tatjana Rjabkina    | 37:49,7 min |

Mitteldistanz: 7. August (Qualifikation), 11. August (Finale)

Titelverteidigerin:  Hanne Staff

Ort: Showa no Mori

Länge: 3,8 km

Steigung: 265 m

Posten: 13

### Langdistanz
| Platz | Land | Athletin            | Zeit      |
| ----- | ---- | ------------------- | --------- |
| 1     | SUI  | Simone Niggli-Luder | 1:13:23 h |
| 2     | FIN  | Heli Jukkola        | 1:15:35 h |
| 3     | SUI  | Vroni König-Salmi   | 1:17:49 h |
| 4     | NOR  | Marianne Andersen   | 1:19:48 h |
| 5     | FIN  | Paula Haapakoski    | 1:21:57 h |
| 6     | AUS  | Hanny Allston       | 1:23:31 h |

Langdistanz: 8. August (Qualifikation), 12. August (Finale)

Titelverteidigerin:  Karolina A. Höjsgaard

Ort: Tomoeyama

Länge: 8,8 km

Steigung: 630 m

Posten: 21

### Staffel
| Platz | Land | Athletinnen                                                  | Zeit        |
| ----- | ---- | ------------------------------------------------------------ | ----------- |
| 1     | SUI  | Lea Müller Vroni König-Salmi Simone Niggli-Luder             | 2:07,46 min |
| 2     | NOR  | Marianne Andersen Marianne Riddervold Anne Margrethe Hausken | 2:09,28 min |
| 3     | SWE  | Jenny Johansson Karolina A. Höjsgaard Emma Engstrand         | 2:10,35 min |
| 4     | FIN  | Paula Haapakoski Heli Jukkola Minna Kauppi                   | 2:11:42 h   |
| 5     | CZE  | Marta Štěrbová Eva Juřeníková Dana Brožková                  | 2:12:27 h   |
| 6     | RUS  | Julia Nowikowa Olga Belozerowa Tatjana Rjabkina              | 2:17:47 h   |

Staffel: 14. August

Titelverteidigerinnen:  Gunilla Svärd, Jenny Johansson, Karolina A. Höjsgaard

Ort: Tsukude Kogen

Länge: 4,9–5,1 km

Steigung: 330–345 m

Posten: 15–17

## Medaillenspiegel
| Platz | Land                   | Gold | Silber | Bronze | Gesamt |
| ----- | ---------------------- | ---- | ------ | ------ | ------ |
| 1     | Schweiz                | 4    | 2      | 2      | 8      |
| 2     | Norwegen               | 1    | 2      | 1      | 4      |
| 3     | Schweden               | 1    | 1      | 1      | 3      |
| 4     | Frankreich             | 1    | 1      | -      | 2      |
| 5     | Russland               | 1    | -      | -      | 1      |
| 6     | Finnland               | -    | 1      | 3      | 4      |
| 7     | Dänemark               | -    | 1      | -      | 1      |
| 8     | Vereinigtes Königreich | -    | -      | 1      | 1      |